# تشارلز إل. بارتليت
تشارلز إل. بارتليت (بالإنجليزية: Charles L. Bartlett)‏ هو سياسي أمريكي، ولد في 20 يونيو 1851 في نورويتش في الولايات المتحدة، وتوفي في 8 أبريل 1898. حزبياً، نشط في الحزب الجمهوري.